# Фернандес, Матиас
Мати́ас Ариэ́ль Ферна́ндес Ферна́ндес (исп. Matías Ariel Fernández Fernández; 15 мая 1986, Буэнос-Айрес, Аргентина) — чилийский футболист, игравший на позиции полузащитника и нападающего. Является воспитанником «Коло-Коло», где начал карьеру и стал лучшим футболистом Южной Америки 2006 года; позже играл за испанский «Вильярреал», португальский «Спортинг» и итальянскую «Фиорентину». В 2020 году Фернандес вернулся в свою первую команду.

## Ранние годы
Матиас родился в Кабальито, районе Буэнос-Айреса. Его мать Мирта — аргентинка, а отец Умберто — чилиец. У Матиаса также есть двое братьев — Эсекьель и Насарено. Когда Матиасу исполнилось четыре года, семья переехала в Ла-Калеру в Чили. Фернандес в своих интервью подчёркивает, что ощущает себя чилийцем и практически ничего не помнит из того, что было с ним до четырёх лет.

## Клубная карьера
В 12 лет он попадает в молодёжную команду знаменитого чилийского клуба «Коло-Коло» — самого титулованного клуба страны. Его дебют в первом дивизионе состоялся 1 августа 2004 года в рамках исторического Классико чилийского футбола против «Универсидад де Чили». Через неделю он забивает свои первые 2 гола в ворота команды «Кобресал». В том же сезоне «Матигол» записывает на свой счёт великолепный мяч команде «О’Хиггинс», сделавший его кумиром для болельщиков. Забив в рамках чемпионата Клаусуры 2004 года 8 голов, он был признан лучшим молодым футболистом страны. В 2006 году Фернандес помог своему клубу завоевать свой 24-й чемпионский титул (победа в Апертуре). В декабре того же года «Коло-Коло» доходит до финала Южноамериканского кубка, где команда уступает мексиканской «Пачуке». Сам Фернандес забил 9 мячей в 6 матчах турнира. После победы в Клаусуре 2006 он ушёл из «Коло-Коло». По итогам 2006 года Матиас Фернандес был признан лучшим футболистом Южной Америки.
Соглашение со своей новой командой Фернандес подписал 18 октября 2006 года, сумма равняется 8.700.000 евро. За футболиста также боролись «Реал Мадрид» и «Челси». Он прибыл в аэропорт Валенсии 27 декабря, а дебютировал в испанской Примере в матче против местного одноимённого клуба 7 января 2007 года. Тренером «Вильяреала» является ещё один чилиец, Мануэль Пельегрини. Он настоял на размере отступных за этого футболиста в размере 50 миллионов евро.
После смены тренера в «Вильярреале» летом 2009 года Фернандес перешёл в лиссабонский «Спортинг».

## Сборная
Фернандес был капитаном сборной Чили на молодёжном ЧМ 2005, отличившись в матче против Гондураса (7-0). Команда заняла 3 место в своей группе, но вышла в следующую стадию по дополнительным показателям. Однако, противостоять сборной Голландии она не смогла. Несмотря на непродолжительное участие в турнире, Фернандес произвёл очень большое впечатление на специалистов.
Фернандес прошёл все стадии отбора в национальную команду, выступая за команды до-17, до 20 лет и, наконец, за национальную сборную. 2 его гола в составе сборной были забиты в ворота сборной Перу. В «Коло-Коло» и молодёжных сборных он выступал по № 14, в национальной сборной ему достаётся либо № 8, либо № 10, перейдя в «Вильярреал» он выбрал себе № 21.

## Достижения
«Коло-Коло»
- Чемпионат Чили: Ап. 2006, Кл. 2006

«Милан»
- Обладатель Суперкубка Италии: 2016

Сборная Чили
- Победитель Кубка Америки: 2015

## Личность
Вне поля Фернандес довольно спокойный человек, любящий играть в Playstation и слушать тропическую музыку. Он любит выводить свою команду на поле. Его друзьями являются Давид Писарро («Рома» и сборная Чили), аргентинцы Серхио Агуэро («Манчестер Сити») и Лионель Месси (Барселона).